# Archichauliodes simpsoni
Archichauliodes simpsoni (лат.) — вид большекрылых насекомых рода Archichauliodes из семейства Коридалиды (Corydalidae). Встречаются в Австралии. Назван в честь коллектора типовой серии K.G.Simpson (National Museum of Victoria, Мельбурн).

## Описание
Длина передних крыльев самца 29,5 мм, самки 39—45 мм. От близких групп отличается следующими признаками: передние крылья с пятнами на продольных жилках; пигментные пятна на заднем крыле сильно увеличены. Гениталии самца: тергит IX с сильно вогнутым задним краем, заметным углом между задним и боковым краем тергита; анальные лакуны удлинённые, более чем в два раза длиннее ширины; эдеагус глубоко бифидальный, вершина лопастей узкая, параллельносторонняя и повернута горизонтально. Гениталии самки: вентральный край заднего щитка не длиннее анальных пластинок. В переднем крыле передняя ветвь жилки 2А остаётся отдельной от жилки 1А, так что ячейка А1 закрыта на своём дистальном конце поперечной жилкой между жилками 1А и 2А. Антенны нитевидные. На девятом брюшном сегменте отсутствуют гоностили.